# Rund um den Henninger-Turm 2000
Il Rund um den Henninger-Turm 2000, trentanovesima edizione della corsa, si svolse il 1º maggio su un percorso di 206 km, con partenza e arrivo a Francoforte sul Meno. Fu vinto dal tedesco Kai Hundertmarck della Team Deutsche Telekom davanti all'italiano Matteo Tosatto e all'altro tedesco Jens Heppner.

## Ordine d'arrivo (Top 10)
| Pos. | Corridore          | Squadra                  | Tempo    |
| ---- | ------------------ | ------------------------ | -------- |
| 1    | Kai Hundertmarck   | Team Deutsche Telekom    | 5h01'08" |
| 2    | Matteo Tosatto     | Fassa Bortolo            | a 18"    |
| 3    | Jens Heppner       | Team Deutsche Telekom    | s.t.     |
| 4    | Bert Grabsch       | Team Cologne             | a 1'20"  |
| 5    | Aleksandr Šefer    | Alessio                  | s.t.     |
| 6    | Maarten den Bakker | Rabobank                 | s.t.     |
| 7    | Roberto Lochowski  | Agro-Adler Brandenburg   | a 1'51"  |
| 8    | Dominico Gualdi    | Mobilvetta Design-Rossin | s.t.     |
| 9    | Jörn Reuss         | Team Nurnberger          | s.t.     |
| 10   | Peter Wrolich      | Gerolsteiner             | a 2'52"  |